# هيبوليت رولان
هيبوليت رولان هو محامي وقانوني وسياسي بلجيكي، ولد في 6 سبتمبر 1804 في كورتريك في بلجيكا، وتوفي في 8 مارس 1888 في غنت في بلجيكا. انتخب عضو مجلس النواب البلجيكي ‏.